# クリーム3号
クリーム3号（くりーむ3ごう）は、日本国有鉄道（国鉄）が定めた色名称の1つである。

## 概要
慣用色名称は 「大阪急電・阪和急行色」 で、マンセル値には規定値と測定値の2種類が存在した。他のクリーム色各号と比較すると、4・6・7号が同色相である。
本色は1950年10月1日から関西地区急行電車に充当された80系でぶどう色3号とともにお目見えし、1955年12月8日からは阪和線に投入された70系でも緑1号とともに用いられた。1956年の 「国鉄車両関係色見本帳（第1版）」 で 「クリーム3号」 として制定されたが、マンセル値は記されていなかった。上述の測定値は日本鉄道技術協会 (JREA) の 「色彩調節の車両への応用研究委員会」 によるもので、1959年の 「国鉄車両関係色見本帳（第2版）」 で正式に規定されている。
阪和線では当初、モハ61001 (1953年にモハ40001を改番) とクハ6210 （旧クタ601、1959年にクハ25200に改番）の2両も予備車として70系と同色に塗り分けられた。関西地区急行電車では1957年9月から湘南色の黄かん色に、また阪和線では1967年から新スカ色のクリーム1号に塗り替えられ、廃止された。

## 使用車両
- 国鉄80系電車
- 国鉄70系電車
- クハ6210形
- 国鉄40系電車